# Wspólnota administracyjna Hildebrandshausen/Lengenfeld unterm Stein
Wspólnota administracyjna Hildebrandshausen/Lengenfeld unterm Stein (niem. Verwaltungsgemeinschaft Hildebrandshausen/Lengenfeld unterm Stein) - była wspólnota administracyjna w Niemczech, w kraju związkowym Turyngia, w powiecie Unstrut-Hainich. Siedziba wspólnoty znajdowała się w miejscowości Lengenfeld unterm Stein.
Wspólnota administracyjna zrzeszała trzy gminy wiejskie:
1. Hildebrandshausen
2. Lengenfeld unterm Stein
3. Rodeberg

1 grudnia 2011 wspólnota została rozwiązana, a gminy Hildebrandshausen i Lengenfeld unterm Stein wraz z dwoma samodzielnymi gminami Heyerode oraz Katharinenberg utworzyły nową gminę Südeichsfeld.
Gmina Rodeberg stała się samodzielną gminą, chociaż rolę "gminy realizującej" (niem. "erfüllende Gemeinde") dla tej gminy, pełni gmina Südeichsfeld.